# En rastlös själ
En rastlös själ, är ett album av Nanne Grönvall som släpptes den 6 oktober 2010.
Tillsammans med albumet släpptes låten "En rastlös själ" som singel i september 2010.

## Låtlista
1. En rastlös själ - 3.03
2. Oops - 3.13
3. Jag ger aldrig upp - 2.46
4. Tankar - 3.11
5. Explosivt - 3.23
6. Bättre än nånsin - 3.55
7. I natt är jag din - 3.59
8. Lätt imponerad - 3.13
9. Hej snygging - 2.58
10. Otacksamhet - 3.51
11. Himlen är oskyldigt blå - 4.08
12. Kom igen - 3.19
13. Lagom - 2.31

## Listplaceringar
| Lista (2010-2011) | Topplacering |
| ----------------- | ------------ |
| Sverige           | 4            |